# Bruno Rebeuh
Bruno Rebeuh, né en 1961 à Nice, est un arbitre de tennis français. Professionnel de 1988 à 2001, il a arbitré à de nombreuses reprises la finale masculine du tournoi de Roland-Garros.

## Carrière
Initialement milieu défensif dans une équipe de jeunes de l'OGC Nice, Bruno Rebeuh débute en tant que juge de ligne sur les conseils de Yannick Noah qu'il a côtoyé au lycée, puis commence l'arbitrage sportif à l'âge de 17 ans lors d'une édition de l'Open de Nice . Après des études de commerce, il tente tout de même de devenir footballeur et exerce parallèlement la profession de vendeur de voitures. Repéré par Jacques Dorfmann à Roland-Garros, il se voit confier l'arbitrage de plusieurs matchs sur le court central alors qu'il ne possède par encore son diplôme d'arbitre. En 1988, face aux nouveaux enjeux du tennis, il fait partie de la vingtaine d'arbitres à devenir professionnels, ainsi que le premier français. L'année suivante, il dirige sa première finale à Roland-Garros. Employé par l'ATP, il officie également en tant que juge arbitre adjoint lors des Internationaux de France aux côtés de Gilbert Ysern.
Considéré comme l'un des meilleurs arbitres du monde, il a arbitré la finale du simple messieurs à Roland-Garros chaque année entre 1989 et 1998, il a également arbitré dix finales de Coupe Davis, deux à l'Open d'Australie et deux aux Jeux olympiques.
Lors du tournoi de Wimbledon 1995, Rebeuh arbitre un match du troisième tour opposant l'Américain Jeff Tarango à l'Allemand Alexander Mronz. S'estimant lésé par les décisions du français, Tarango l'accuse de corruption. Recevant un second avertissement, il décide de quitter le court. Sa femme se venge en le giflant peu après. Lors de la conférence de presse, Tarango accuse Rebeuh de favoriser certains joueurs, l'arbitre étant connu pour ses relations étroites et privilégiées avec certains d'entre eux. Une enquête est alors ouverte par le tournoi de Wimbledon et l'ATP Tour, enquête qui met Rebeuh hors de cause. Tarango est, pour sa part, sanctionné. Initialement condamné à une amende de 63 000 dollars et à un bannissement durant deux ans des tournois du Grand Chelem, il est finalement privé du tournoi de Wimbledon 1996.
Rebeuh met fin à sa carrière d'arbitre en 2001. Il travaille désormais dans le milieu du golf pour ASO. Il dirige également depuis 2010 une société de conseil en affaires.